# Thinopyrum
Thinopyrum es un género de plantas herbáceas de la familia de las poáceas. Es originario de Europa.
Algunos autores lo incluyen en los géneros Elytrigia, Elymus.

## Especies seleccionadas
- Thinopyrum bessarabicum
- Thinopyrum curvifolium
- Thinopyrum distichum
- Thinopyrum elongatum
- Thinopyrum flaccidifolium
- Thinopyrum gentryi
- Thinopyrum intermedium
- Thinopyrum junceiforme
- Thinopyrum podperae
- Thinopyrum ponticum
- Thinopyrum pungens
- Thinopyrum pycnanthum
- Thinopyrum runemarkii
- Thinopyrum sartorii
- Thinopyrum scirpeum